# Haras de Terezovac
Le haras de Terezovac est un haras de Lipizzans privé, créé vers 1700 par le comte de Janković (ou Jankovich). Cette famille devient par la suite célèbre pour l'élevage de ses Lipizzans, donnant naissance au fondateur Tulipan ainsi qu'à plusieurs lignées maternelles. 

## Histoire
D'après Tamara Alebić, l'origine du haras remonte à sa création par le comte de Janković vers 1700, et avec elle l'origine de la race du Lipizzan sur le territoire croate. Le haras est situé près de Suhopolje, et élève en premier lieu des chevaux ibériques et napolitains. Il fait partie des grands haras privés de Slavonie qui implantent l'élevage de ces races,, constituant d'après Ivan Blaževac (1922) le plus ancien et le plus célèbre de ces haras en Croatie.

## Chevaux célèbres
Terezovac est le haras de naissance du dernier des étalons fondateurs de la race du Lipizzan, Tulipan, en 1860,. Cet étalon provient de croisements entre des lignées ibériques et napolitaines.
Le haras a aussi donné naissance à trois fondatrices de lignées maternelles croates, les juments Ercel (1880), Czirka (vers 1870) et Mozsgo Perla (1874). Ces juments font ainsi partie des quinze familles maternelles croates, elles-mêmes divisées en cinq groupes, dont le groupe issu du haras de Terezovac.